# William Denison (1er comte de Londesborough)
William Henry Forester Denison, 1er comte de Londesborough (19 juin 1834 - 19 avril 1900), connu sous le nom de Lord Londesborough de 1860 à 1887, est un pair britannique et un homme politique libéral. Il est également l'un des principaux fondateurs du Scarborough FC.

## Jeunesse
Londesborough est né le 19 juin 1834. Il est le fils aîné et héritier d'Albert Denison (1er baron Londesborough) et Henrietta Mary Weld-Forester.
Son grand-père paternel est Henry Conyngham (1er marquis Conyngham) (son père étant le quatrième fils du marquis). Sa mère est la quatrième fille de Cecil Weld-Forester (1er baron Forester) et de Katharine Mary Manners (deuxième fille de Charles Manners (4e duc de Rutland)).

## Carrière
Il est élu à la Chambre des communes pour Beverley en 1857, siège qu'il occupe jusqu'en 1859, puis représente Scarborough de 1859 à 1860, lorsqu'il succède à son père dans la baronnie et entre à la Chambre des lords.
En 1887, il est créé vicomte Raincliffe, de Raincliffe dans la circonscription nord du comté de York, et comte de Londesborough, dans le comté de York. Il est nommé colonel honoraire du 4th East Riding Artillery Volunteer Corps le 11 août 1860 et du 1st Yorkshire (East Riding) Rifle Volunteer Corps (plus tard 1st Volunteer Battalion, East Yorkshire Regiment) le 24 avril 1862. La salle d'exercice des volontaires à Hull est nommée caserne de Londesborough en son honneur. Il est transféré du 1er Bn pour être le colonel honoraire du 2e bataillon de volontaires, East Yorkshire Regiment le 9 septembre 1893 ,.
Il est également le vénérable maître de la loge constitutionnelle n° 294 à Beverley.

## Vie privée
En 1863, Lord Londesborough épouse Edith Frances Wilhelmina Somerset, fille de Henry Somerset (7e duc de Beaufort) et ont: 
- William Henry Francis Denison, 2e comte de Londesborough (1864–1917), qui épouse Grace Adelaide Fane (1860–1933), fille aînée de Francis Fane (12e comte de Westmorland)[3]
- Edith Henrietta Sybil Denison (décédée en 1945) épouse son demi-cousin Gerald Codrington, 1er baronnet de Dodington Park (1850-1929), fils de Christopher William Codrington
- Lilian Katharine Selina Denison (décédée en 1899), qui épouse Newton Charles Ogle de Kirkley (décédée en 1912)
- Ida Emily Augusta Denison, épouse George Sitwell, devenant la mère des trois Sitwell, un trio soudé d'auteurs et de stylistes sociaux des années 1920. Lady Denison est une passionnée d'orchidées et le nom scientifique de l'orchidée Vanda denisoniana est attribué en son honneur.
- Mildred Adelaide Cecilia Denison (décédée en 1953), qui épouse William Wemyss Cooke, 10e baronnet en 1902. Ils divorcent en 1925.

Lord Londesborough meurt en avril 1900, âgé de 65 ans, et est remplacé dans ses titres par son fils William. Lady Londesborough est décédée en 1915.